# Våldgästning
Våldgästning kallades under medeltiden i Sverige riddarföljenas missbruk av gästningen. Det tärde hårt på böndernas förråd av mat och djurfoder, och kunde om det ville sig illa ställa ”värdfamiljen” utan försörjningsmöjligheter. De bondgårdar som låg längs resvägarna drabbades värst, i synnerhet under krigstider. Våldgästningen förbjöds genom Alsnö stadga 1280. Kungen, Magnus Birgersson, fick enligt traditionen sitt tillnamn ”Ladulås” av den anledningen.